# Camaiore
Camaiore é uma comuna italiana da região da Toscana, província de Lucca, com cerca de 30.013 habitantes. Estende-se por uma área de 84 km², tendo uma densidade populacional de 357 hab/km². Faz fronteira com Lucca, Massarosa, Pescaglia, Pietrasanta, Stazzema, Viareggio.
Já no final da Segunda Guerra Mundial, em setembro de 1944, foi a segunda cidade italiana a ser tomada pela FEB Força Expedicionária Brasileira.

## Demografia
| Variação demográfica do município entre 1861 e 2011                               |
|                                                                                   |
| Fonte: Istituto Nazionale di Statistica (ISTAT) - Elaboração gráfica da Wikipedia |